# Docosia pammela
Docosia pammela är en tvåvingeart som beskrevs av Edwards 1933. Docosia pammela ingår i släktet Docosia och familjen svampmyggor.
Artens utbredningsområde är Peru. Inga underarter finns listade i Catalogue of Life.